# Az Ipswich Town FC év játékosainak listája
Ebben a listában az Ipswich Town angol labdarúgócsapat év játékosának megválasztott labdarúgói találhatóak. A díjat évente osztják, és az egyes szezonok egyik utolsó meccsén adják át a díjazottnak.
A díjat először 1973-ban osztották ki, az első győztes Kevin Beattie lett. Azóta három olyan játékos volt, aki egynél többször megnyerte ezt az elismerést. Terry Butcher és Matt Holland kétszer-kétszer, míg John Wark rekordszámú, négy alkalommal nyerte meg. Csak egy győztes, Goerge Burley volt később a csapat edzője is.

## A győztesek
| * | Hírességek Csarnoka-tag |

A félkövérrel jelzett játékosok jelenleg is a klubnál szerepelnek.
| Szezon | Osztály> | Név               | Poszt              | Ország | Válogatottság | Megjegyzés    |
| ------ | -------- | ----------------- | ------------------ | ------ | ------------- | ------------- |
| 1973   | 1        | Kevin Beattie*    | Hátvéd             | ENG    | 9             | [ 7 ] [ 8 ]   |
| 1974   | 1        | Kevin Beattie*    | Hátvéd             | ENG    | 9             | [ 8 ] [ 9 ]   |
| 1975   | 1        | Colin Viljoen     | Középpályás        | ENG    | 2             | [ 10 ]        |
| 1976   | 1        | Allan Hunter*     | Hátvéd             | NIR    | 53            | [ 11 ] [ 12 ] |
| 1977   | 1        | George Burley*    | Hátvéd             | SCO    | 11            | [ 13 ]        |
| 1978   | 1        | Mick Mills*       | Hátvéd             | ENG    | 42            | [ 8 ]         |
| 1979   | 1        | Arnold Mühren*    | Középpályás        | NED    | 23            | [ 14 ] [ 15 ] |
| 1980   | 1        | Frans Thijssen*   | Középpályás        | NED    | 14            | [ 16 ]        |
| 1981   | 1        | Paul Cooper       | Kapus              | ENG    | —             |               |
| 1982   | 1        | Alan Brazil       | Csatár             | SCO    | 13            | [ 17 ]        |
| 1983   | 1        | Paul Mariner      | Csatár             | ENG    | 35            | [ 8 ]         |
| 1984   | 1        | Trevor Putney     | Középpályás        | ENG    | —             |               |
| 1985   | 1        | Terry Butcher     | Hátvéd             | ENG    | 77            | [ 8 ]         |
| 1986   | 1        | Terry Butcher     | Hátvéd             | ENG    | 77            | [ 8 ]         |
| 1987   | 2        | Romeo Zondervan   | Középpályás/hátvéd | NED    | 6             | [ 18 ] [ 19 ] |
| 1988   | 2        | Frank Yallop      | Hátvéd             | CAN    | 52            | [ 20 ] [ 21 ] |
| 1989   | 2        | John Wark*        | Középpályás        | SCO    | 29            | [ 22 ]        |
| 1990   | 2        | John Wark*        | középpályás        | SCO    | 29            | [ 22 ]        |
| 1991   | 2        | David Linighan    | Hátvéd             | ENG    | —             |               |
| 1992   | 2        | John Wark*        | Középpályás        | SCO    | 29            | [ 22 ] [ 23 ] |
| 1993   | 1        | Mick Stockwell    | Középpályás/hátvéd | ENG    | —             |               |
| 1994   | 1        | John Wark*        | Középpályás        | SCO    | 29            | [ 22 ] [ 24 ] |
| 1995   | 1        | Craig Forrest     | Kapus              | CAN    | 56            | [ 25 ]        |
| 1996   | 2        | Simon Milton      | Középpályás        | ENG    | —             |               |
| 1997   | 2        | Mauricio Taricco  | Hátvéd             | ARG    | —             | [ 26 ]        |
| 1998   | 2        | Matt Holland      | Középpályás        | IRL    | 49            | [ 27 ]        |
| 1999   | 2        | Jamie Clapham     | Hátvéd             | ENG    | —             |               |
| 2000   | 2        | James Scowcroft   | Csatár             | ENG    | —             |               |
| 2001   | 1        | Marcus Stewart    | Csatár             | ENG    | —             | [ 28 ] [ 29 ] |
| 2002   | 1        | Mark Venus        | Hátvéd             | ENG    | —             |               |
| 2003   | 2        | Matt Holland      | Középpályás        | IRL    | 49            | [ 27 ]        |
| 2004   | 2        | Ian Westlake      | Középpályás        | ENG    | —             |               |
| 2005   | 2        | Shefki Kuqi       | Csatár             | FIN    | 60            | [ 30 ]        |
| 2006   | 2        | Fabian Wilnis     | Hátvéd             | NED    | —             |               |
| 2007   | 2        | Sylvain Legwinski | Középpályás        | FRA    | —             |               |
| 2008   | 2        | Jonathan Walters  | Csatár             | IRL    | —             | [ 31 ]        |
| 2009   | 2        | Richard Wright    | Kapus              | ENG    | 2             |               |
| 2010   | 2        | Gareth McAuley    | Hátvéd             | NIR    | 21            |               |

## Győzelmek posztok szerint
| Poszt       | Győzelmek |
| ----------- | --------- |
| Kapus       | 3         |
| Hátvéd      | 15        |
| Középpályás | 15        |
| Csatár      | 6         |

## Győzelmek országok szerint
| Ország | Győzelmek |
| ------ | --------- |
| ARG    | 1         |
| CAN    | 2         |
| ENG    | 19        |
| FIN    | 1         |
| FRA    | 1         |
| IRL    | 2         |
| NED    | 4         |
| NIR    | 2         |
| SCO    | 5         |